# Будимљанска епархија
Будимљанска епархија је древна епархија Српске православне цркве, коју је 1219. године основао први српски архиепископ Сава Немањић, са средиштем у манастиру Ђурђеви Ступови на Лиму, који је нешто раније подигао жупан Стефан Првослав, синовац српског великог жупана Стефана Немање. Епархија је обухватала област горњег Полимља, а назив је добила по древној жупи Будимљи, која је била једна од матичних области средњовековне Србије. Приликом проглашења Српске патријаршије (1346), будимљански епископи су добили почасни наслов митрополита.
Средином 15. века, ово подручје је потпало под турску власт, али Будимљанска епархија је успела да опстане и почевши од 1557. године налазила се у саставу обновљене Српске патријаршије. Крајем 17. или почетком 18. века, услед великих промена које су наступеле као последица аустријско-турских ратова, подручје Будимљанске епархије је прикључено суседним епархијама. Такво стање је остало све до 1947. године, када је на том подручју створена нова Будимљанско-полимска епархија.